# Jerry Vayda
Jerry Vayda, né le 18 juillet 1934 à Bayonne, dans le New Jersey et mort à La Nouvelle-Orléans le 16 février 1978, est un ancien joueur américain de basket-ball. 